# Геологія горючих сланців

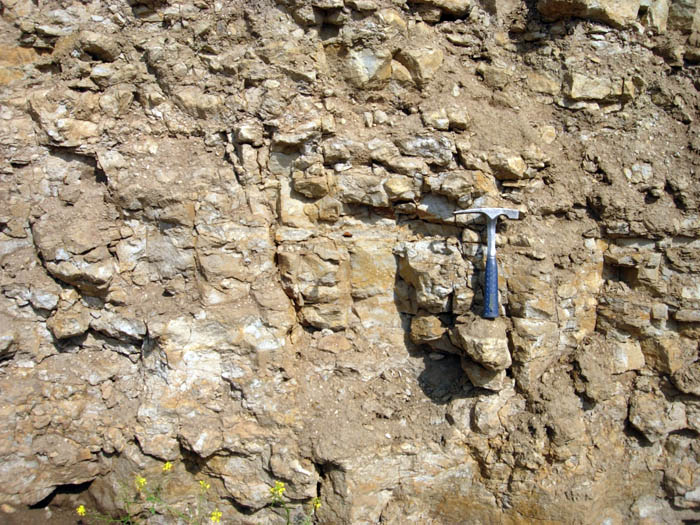
Відслонення горючих сланців ордовицького періоду кукерзиту, північна Естонія

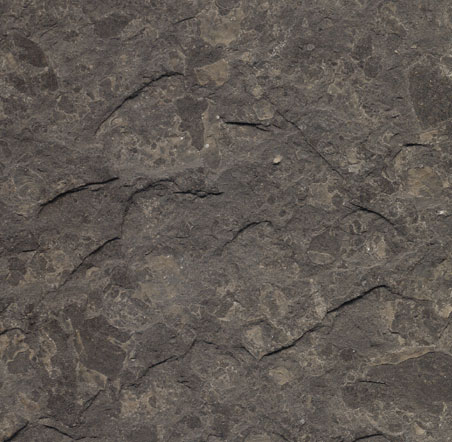
Горючий сланець поблизу Гольцмаден, Німеччина

Геологія горючих сланців — це розділ геології корисних копалин, який вивчає утворення та склад горючих сланців — дрібнозернистих осадових порід, що містять значні кількості керогену, і належить до групи сапропелевих палив. Утворення горючих сланців відбувається в кількох місцях осадження та має значні варіації складу. Горючі сланці можна класифікувати за їх складом (карбонатні мінерали, такі як кальцит або уламкові мінерали, такі як кварц і глини) або за їх середовище відкладення (великі озера, мілководні морські та лагуни/невеликі озера). Значна частина органічної речовини в горючих сланцях має водорості походження, але також може включати залишки судинних наземних рослин. Три основні типи органічної речовини (мацералів у горючих сланцях — телалгініт, ламалгініт і бітумініт. Деякі родовища горючих сланців також містять метали, які включають ванадій, цинк, мідь і уран.
Більшість родовищ горючих сланців утворилися протягом середнього кембрію, раннього та середнього ордовицького періоду, пізнього девону, пізньої юри та палеогенового періоду через поховання осадовими породами навантаження поверх болотних відкладень водоростей, що призводить до перетворення органічної речовини на кероген за допомогою діагенетичних процесів. Найбільші відкладення знаходяться в залишках великих озер, таких як відкладення формації Грін-Рівер у Вайомінгу та Юті, США. Поклади горючих сланців, утворені в мілководних морях континентальних шельфів, зазвичай набагато тонші, ніж поклади великих озерних басейнів.